# 살인 혐의
살인 혐의(Monsieur Hire)는 프랑스에서 제작된 파트리스 르꽁트 감독의 1989년 범죄, 드라마, 스릴러 영화이다. 미셀 블랑 등이 주연으로 출연하였고 필립 카카손 등이 제작에 참여하였다.

## 출연

### 주연
- 미셀 블랑
- 상드린 보네르
- 뤽 투일리에

### 조연
- 안드레 윌름스
- 필립 도모이

## 제작진
- 원작자: 조르주 심농
- 미술: 이반 머시온
- 의상: 엘리자베스 타베르니에